# Hannelore Künzl
Hannelore Künzl (geb. Worringen; * 28. März 1940 in Köln; † 31. August 2000 in Heidelberg) war eine deutsche Kunsthistorikerin.

## Leben und Werk
Hannelore Künzl studierte ab 1960 an der Universität zu Köln zunächst Musikwissenschaft und Archäologie, ab 1965 die Fächer Kunstgeschichte, Semitistik und Judaistik, in denen sie 1970 promoviert wurde. Ihre akademischen Lehrer waren Johann Maier und Heinz Ladendorf.
Nachdem Künzl sich 1979 in Köln habilitiert hatte, wurde sie im Juli 1980 auf eine Dozentenstelle für jüdische Kunst an der neu gegründeten Hochschule für Jüdische Studien Heidelberg berufen. 1986 wurde Künzl in der Bundesrepublik Deutschland die erste Lehrstuhlinhaberin für dieses Fach, dessen Etablierung als akademische Disziplin ihr wesentlich zu verdanken ist.

## Werke
- Der Einfluß des alten Orients auf die europäische Kunst besonders im 19. und 20. Jh., Dissertation, Köln 1973.
- Kunst des 19. Jahrhunderts im Rheinland Bd. 1. Architektur: 1, Kultusbauten, Schwann, Düsseldorf 1980.
- Islamische Stilelemente im Synagogenbau des 19. und 20. Jahrhunderts, Habilitationsschrift, Peter Lang, Frankfurt 1984.
- Jüdische Kunst von der biblischen Zeit bis in die Gegenwart, Beck, München 1992.
- Jüdische Grabkunst von der Antike bis heute, Wiss. Buchgesellschaft, Darmstadt 1999.
- Jewish Artists and the Representation of God. In: Representation in Religion, ed. by Jan Assmann and Albert I. Baumgarten, 2001, S. 149–159.